# Tekokota
Tekokota est un atoll situé dans l'archipel des Tuamotu en Polynésie française. Il est rattaché administrativement à la commune de Hikueru.

## Géographie
Tekokota est situé à 22 km au nord de Hikueru et à 740 km à l'est de Tahiti. De forme ovale, c'est l'un des plus petits atolls des Tuamotu avec 5 km de longueur et 3,5 km de largeur maximales pour une surface de terres émergées d'environ 0,9 km2. Son lagon, dépourvu de passe – mais en communication avec l'océan via ses hoas et par submersion des tairuas de la barrière corallienne dans sa partie sud –, a une superficie de 5,1 km2.
D'un point de vue géologique, l'atoll est l'excroissance corallienne (de 70 mètres) du sommet du mont volcanique sous-marin homonyme, qui mesure 2 135 mètres depuis le plancher océanique, formé il y a 47,7 à 48,1 millions d'années.
L'atoll est inhabité.

## Histoire
Tekokota a été décrit pour la première fois par un Européen par James Cook le 11 août 1773 qui le nomme Doubtful Island (signifiant île Douteuse). Le navigateur espagnol José de Andía y Varela l'aborde le 31 octobre 1774 et le nomme San Narciso puis c'est au tour de Domingo de Boenechea de le référencer quatre jours plus tard comme Los Mártires. Le capitaine britannique Frederick Beechey visite l'atoll le 2 mars 1826 et le mentionne sous le nom donné par Cook.
Au milieu du XIXe siècle, Tekokota devient un territoire français mais non peuplé de manière permanente. L'île est ponctuellement visitée par les ramasseurs de coprah venant d'Hikueru.